# Arnaud Séguy
Arnaud Séguy est un footballeur français né le 11 décembre 1971 à Champigny-sur-Marne, évoluant au poste de défenseur.

## Biographie
Séguy fait une grande partie de sa carrière à l'Union sportive Créteil-Lusitanos, connaissant trois saisons en Division 2. En tout, il joue onze saisons avec les cristoliens. Après une saison à l'Angers SCO, il termine sa carrière de joueur au Vendée Fontenay Foot, évoluant en CFA, où il portera le brassard de capitaine. 
En 2006, il devient entraîneur-joueur de l'équipe réserve du VFF. Après quatre années à la tête de l'équipe B, il prend en main les U19,. 